# Factor activador de plaquetas
El factor activador de plaquetas, también conocido como PAF (platelet-activating factor, por sus siglas en inglés), PAF-acéter o AGEPC (acetil-gliceril-éter-fosfocolina) es un mediador bioquímico, que actúa como activador de fosfolípidos y es un mediador en muchas funciones de los leucocitos, incluyendo agregación de plaquetas, desgranulacion, inflamación y anafilaxia. Está implicado en los cambios de permeabilidad vascular, estallido oxidativo, quimiotaxis de leucocitos, así como del aumento del metabolismo del ácido araquidónico en los fagocitos. 
Es producido por diferentes tipos de células, pero especialmente las que participan en la defensa del huésped, tales como plaquetas, células endoteliales, neutrófilos, monocitos y macrófagos. Se produce de forma continuada por estas células en pequeñas cantidades, que aumentan considerablemente en respuesta a determinados estímulos.

## Historia
El PAF fue el primer fosfolípido conocido con funciones de mensajería, fue descubierta por el inmunólogo francés Jacques Benveniste en 1970. Hizo importantes contribuciones en el conocimiento de las funciones, características y su importante papel en la mediación y respuesta inflamatoria. Descubrió, con el uso de ratas y ratones de laboratorio, que el ionóforo A23187 (transportador móvil de iones que permite el paso de Mn2+
, Ca2+
 y Mg2+
 al interior de la membrana lipídica, además de tener propiedades antibacterianas y antifúngicas) causaba la liberación de PAF. Estos acontecimientos llevaron a la conclusión de que los macrófagos producían PAF, y además tenían una función importante en la agregación de plaquetas y liberación de sustancias inflamatorias y vasoactivas.
Constantinos A. Demopoulos en 1979 realizó otros estudios. Descubrió que PAF tenía un papel crucial en enfermedades cardíacas y derrames cerebrales, además encontró que la aterosclerosis se podía atribuir a PAF y lípidos similares. Una dieta a base de lípidos con propiedades antagonistas de PAF podía inhibir el desarrollo de dichas enfermedades. Durante sus estudios también determinó la estructura química del compuesto.

## Evolución
La producción de PAF se puede encontrar en los registros fósiles de protozoos, levaduras, plantas, bacterias y mamíferos. El ejemplo más antiguo de PAF como papel regulador se encontró en protozoos. Se piensa que la función reguladora divergió y se mantuvo en los organismos vivos que comenzaban a evolucionar. Durante la evolución, las funciones de PAF en la célula han ido cambiando y ampliando.

### PAF fúngico
La proteína antifúngica PAF de Penicillium chrysogenum muestra actividad inhibidora de crecimiento contra una amplia gama de hongos filamentosos. La evidencia sugiere que la interrupción de la señalización/ homeostasis de Ca2+
 juega un papel importante en las bases del mecanismo de PAF como inhibidor de crecimiento.
PAF también provoca la hiperpolarización de la membrana plasmática y la activación de los canales de iones, seguido por un aumento de especies reactivas de oxígeno en la célula y la inducción de un fenotipo de apoptosis.

## Funciones
PAF se utiliza para transmitir señales entre células vecinas y actúa como hormona, citoquina y otras moléculas de señalización. El sistema de señalización puede desencadenar cascadas inflamatorias y trombóticas, y mediar en las interacciones moleculares y celulares (diafonía) entre inflamación y trombosis. La señalización no regulada puede causar inflamación patológica y puede ser causa de sepsis, shock y lesiones traumáticas. PAF se puede utilizar como molécula de señalización local y viajar distancias cortas, o puede circular por todo el cuerpo por la vía endocrina.
PAF inicia una respuesta inflamatoria en reacciones alérgicas (demostrado en piel humana y, en patas y piel de conejos y roedores de laboratorio). La respuesta inflamatoria se ve forzada por el uso de vasodilatadores, incluyendo prostaglandina E1 (PGE y PGE2) e inhibida por vasoconstrictores.
También induce la apoptosis de una manera diferente que es independiente del receptor PAF. El camino hacia la apoptosis puede ser inhibido por retroalimentación negativa de la PAF acetilhidrolasa (PAF-AH), una enzima que cataboliza el factor activador de plaquetas.
Es un importante mediador de la broncoconstricción (estrechamiento de los bronquios). Provoca la agregación plaquetaria y la dilatación de los vasos sanguíneos. Por lo tanto, es importante en el proceso homeostático. En una concentración de 10-12 mol/L, PAF causa una reacción inflamatoria potencialmente mortal en las vías respiratorias, siendo el asma uno de los síntomas.
Las toxinas, tales como los fragmentos de bacterias destruidas, inducen la síntesis de PAF, que causa una caída de la presión arterial y reduce el volumen de sangre bombeada al corazón, que lleva a shock y posible muerte.

## Estructura
Se han identificado varias especies moleculares del factor activador de plaquetas que varían en la longitud de la cadena lateral O-alquilo: 
- En el carbono C1 un enlace éter (O-alquilo) con una cadena de 16 o 18 carbonos.
- Un grupo acetilo en el carbono C2 cuya corta longitud aumenta la solubilidad de PAF lo que permite funcionar como un mensajero de señales soluble.
- El C3 dispone de una cabeza polar de fosfocolina.

La estructura química de PAF puede modificarse muy poco sin que pierda su actividad biológica. Por lo tanto, pequeños cambios en la estructura de PAF podrían hacer que su capacidad de señalización se pierda. 
Una investigación condujo a la comprensión de que las plaquetas y la respuesta de la presión arterial eran dependientes del análogo sn-2 propionil. 
Si se retira el enlace éter en posición sn-1, PAF carece de cualquier tipo de actividad biológica. 
La eliminación progresiva de los grupos metilo en posición sn-3 hace que la actividad biológica se vaya disminuyendo hasta la pérdida total de la misma.

## Bioquímica

### Biosíntesis
PAF es producido por la estimulación de basófilos, monocitos, neutrófilos polimorfonucleares, plaquetas y principalmente células endoteliales a través de la remodelación de lípidos. No se encuentra almacenado en las células en la forma en la que puede desarrollar sus actividades biológicas, sino que se sintetiza ad hoc en respuesta a estímulos como macrófagos fagocitando o células endoteliales captando trombina.
Se puede sintetizar enzimáticamente por dos rutas: la síntesis de novo y  la vía de remodelación:
- La vía de remodelación, la más común, es activada por agentes inflamatorios y se piensa que es la principal fuente de PAF en condiciones patológicas. El precursor de PAF es un fosfolípido: fosfatidilcolina (PC). El ácido graso es eliminado de la posición sn-2 del esqueleto de tres carbonos del fosfolípido por la fosfolipasa A2 (PLA2) para producir el intermedio liso-PC (LPC). Un grupo acetato es añadido por la acetiltransferasa LPC (LPCAT) para producir PAF.
- La síntesis de novo es utilizada para mantener los niveles fisiológico de PAF durante la función celular normal. PAF se produce a partir del compuesto 1-alquil-2-liso-sn-glicero-3-P (AAG). Los ácidos grasos se unen en la posición sn-1 con 1-O-hexadecil siendo el mejor para la actividad biológica. La fosfocolina es añadida en sn-3 de AAG.

### Regulación
La concentración de PAF es controlada por la síntesis del compuesto y por la acción de PAF-acetilhidrolasa (PAF-AH). Son una familia de enzimas que tienen la capacidad de catabolizar y degradar PAF y convertirlo en un compuesto inactivo. Las enzimas de esta familia son la fosfolipasa asociada a lipoproteína A2, la acetilhidrolasa del PAF citoplasmático, y la acetilhidrolasa del PAF 1b.
Los cationes también tienen un papel importante e intervienen en la regulación de producción de PAF. El calcio juega un papel en la inhibición de las enzimas que producen PAF en la síntesis de novo. Los iones metálicos, compuestos tiol, ácidos grasos, pH, compartimentación, la fosforilación y desfosforilación también están asociados a la producción de PAF, y aunque la regulación del compuesto todavía no se conoce en detalle, se cree que trabajan conjuntamente para controlar la producción.

## Farmacología

### Inhibición
Los antagonistas de PAF son un tipo de receptores ligando o un fármaco que no provoca respuesta inflamatoria tras la unión, pero bloquea o disminuye el efecto de PAF. Ejemplos de antagonistas de PAF son:
- CV-3988: se une al receptor de PAF y bloquea las señales de expresión y la unión con PAF.
- SM-12502: inhibe la formación de plaquetas y de los mediadores de la inflamación. Es metabolizado en el hígado por la enzima CYP2A6.
- Rupatadina: antihistamínico que inhibe la unión del receptor con PAF, es usada en procesos alérgicos.

### Importancia clínica
Altos niveles de PAF están asociados con una variedad de condiciones médicas:
- Reacciones alérgicas
- Accidente cardiovascular
- Sepsis
- Infarto de miocardio
- Colitis, inflamación del intestino grueso
- Esclerosis múltiple

Los efectos de PAF en las respuestas inflamatorias y las enfermedades cardiovasculares son bien conocidos, pero PAF sigue siendo un gran desconocido, por lo que es objeto de debate para el mundo de la investigación. En los últimos 15 años se han duplicado los documentos escritos, de 7500 en 1997 a 13 000 en 2012.

## Medicamentos anti-PAF
Los fármacos anti-PAF actualmente se están utilizando en ensayos de rehabilitación cardíaca. Bloquean los receptores de la angiotensina II tipo 1 para reducir el riesgo de fibrilación auricular en pacientes con fibrilación paroxística. También se utiliza para disminuir los efectos de las alergias.